# Gastroptychus brevipropodus
Gastroptychus brevipropodus is een tienpotigensoort uit de familie van de Chirostylidae. De wetenschappelijke naam van de soort is voor het eerst geldig gepubliceerd in 1991 door Baba.